# Gale Garnett

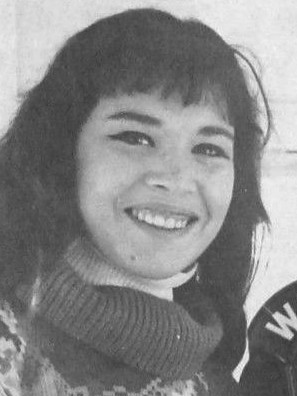
Gale Garnett (1964)

Gale Zoë Garnett (* 17. Juli 1942 in Auckland, Neuseeland) ist eine englischsprachige Popmusiksängerin, Schauspielerin und Autorin. Als Sängerin war sie in den USA in den 1960er Jahren erfolgreich.

Erfolgreiche Schallplatte:
We’ll Sing in the Sunshine
RCA # 8388

## Leben
Garnet verlebte einen Großteil ihrer Kindheit in England. Ihr Vater starb früh mit 38 Jahren und ihre Mutter war Alkoholikerin. Schon als achtjähriges Kind wirkte sie in verschiedenen Theateraufführungen mit, und als Zwölfjährige spielte sie in London eine Rolle in Tennessee Williams’ This Property Is Condemned (Dieses Mädchen ist für alle). Unmittelbar danach wanderte ihre Familie nach Kanada aus und ließ sich in Toronto nieder. Nach dem Tod des Vaters ging Gale 1957 mit zwei älteren Freunden nach New York. Dort arbeitete sie unter anderem im Tourmanagement des Theaterstücks The World of Suzie Wong. Durch die Tournee lernte sie Kalifornien kennen und schätzen und ließ sich in Los Angeles nieder.
Anfang der 1960er Jahre begann Garnett auch als Sängerin aufzutreten, und sie bekam erste Fernsehangebote. Schon 1960 trat sie in der TV-Serie 77 Sunset Strip auf, es folgte eine Rolle in der Bonanza-Serie. Mit 19 Jahren kehrte sie nach Toronto zurück und nahm dort eine Schauspielausbildung auf. 1964 erhielt sie einen Schallplattenvertrag bei der New Yorker Plattenfirma RCA Victor, die im gleichen Jahr Garnetts erste Single mit den Titeln We’ll Sing in the Sunshine / Prism Song herausbrachte. We’ll Sing in the Sunshine hatte Garnett selbst geschrieben und erreichte damit einen beachtlichen Erfolg. Im Herbst 1964 war der Song 17 Wochen lang in den Billboard Hot 100 notiert und erreichte als beste Platzierung Rang 4. In den Adult Contemporary Charts lag der Titel auf Platz 1. Er erhielt 1965 den Grammy für den besten Folksong. Anfang 1965 kam auch der ebenfalls von Garnett geschriebene Titel Lovin’ Place aus ihrer zweiten RCA-Single in die Hot 100 und stieg bis zum 54. Rang auf. Bis 1967 veröffentlichte Garnett insgesamt acht Singles bei RCA, dazu vier Langspielplatten. In den Jahren 1968 und 1969 erschienen bei Columbia eine Single und zwei Langspielplatten, auf denen neben Garnetts Namen auch ihre Begleitband The Gentle Reign genannt wurde. 1965 brachte RCA in Deutschland auch zwei Garnett-Singles mit deutschsprachigen Titeln heraus: Malaika / Pretty Boy (# 9613) und Schön, schön, schön ist das Leben / Denk bitte heute nicht an morgen (# 9671).
Als 1970 Garnetts Plattenverträge ausgelaufen waren, wandte sie sich wieder verstärkt der Schauspielerei zu. Neben Rollen in verschiedenen TV-Serien übernahm sie auch Filmrollen in den Streifen Journey (1972) und Happy Mother’s Day, Love George (1973). 1975 trat sie in einer Folge der auch in Deutschland ausgestrahlten TV-Serie Einsatz in Manhattan auf. Ihre vorerst letzte Filmrolle hatte Garnett 2002 in dem US-Film Hochzeit auf Griechisch. Zusätzlich betätigte sie sich als Journalistin und Autorin. Sie schrieb für mehrere Zeitungen Essays, Kolumnen und Buchkritiken. Für sich selbst schrieb sie zwei Ein-Personen-Theaterstücke. 1999 veröffentlichte sie ihren ersten Roman Visible Amazement (Öffentliche Verwunderung).

## Diskografie

### US-Singles
| Titel                                                                                | Kat.-Nr. | Jahr |
| ------------------------------------------------------------------------------------ | -------- | ---- |
| RCA Victor                                                                           |          |      |
| We’ll Sing in the Sunshine / Prism Song                                              | 8388     | 1964 |
| Lovin' Place / I Used to Live Here                                                   | 8472     | 1964 |
| I’ll Cry Alone / Where Do You Go to Go Away                                          | 8549     | 1965 |
| I’m Gonna Sit Right Down And Write Myself A Letter / Why Am I Standing In The Window | 8668     | 1965 |
| This Kind Of Love / Oh There’ll Be Laughter                                          | 8824     | 1966 |
| It’s Been a Lonely Summer / You’ve Got to Fall in Love Again                         | 8961     | 1966 |
| The Sun Is Gray / I Make Him Fly                                                     | 9020     | 1966 |
| Over the Rainbow / The Cats I Know                                                   | 9196     | 1967 |
| Columbia                                                                             |          |      |
| Breaking Through / Fall in Love Again (& The Gentle Reign)                           | 44479    | 1968 |

### US-Langspielplatten
| Titel                                               | Kat.-Nr.      | Jahr |
| --------------------------------------------------- | ------------- | ---- |
| My Kind of Folksongs                                | RCA 2833      | 1964 |
| The Many Faces of Gale Garnett                      | RCA 3325      | 1965 |
| Variety Is the Spice                                | RCA 3493      | 1966 |
| Flying and Rainbows and Love                        | RCA 3747      | 1967 |
| An Audience With the King of Wands (& Gentle Reign) | Columbia 9625 | 1968 |
| Sausalito Heliport (& Gentle Reign)                 | Columbia 9760 | 1969 |